# Gålö havsbad

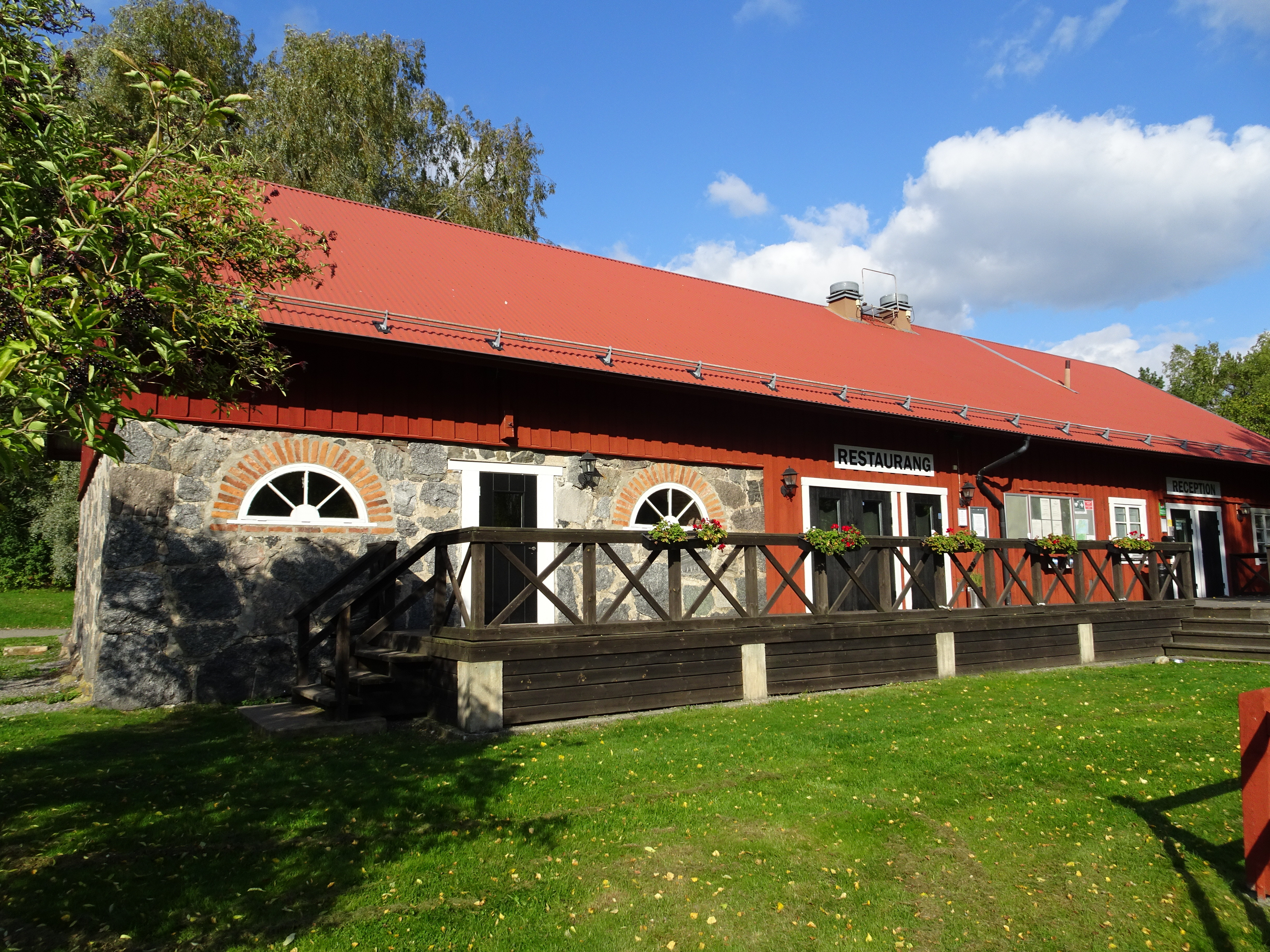
Gålö havsbad, restaurang och reception.

Gålö havsbad är ett strandbad med camping, husvagnsplatser och stuguthyrning beläget vid Skälåkersviken på nordöstra Gålö i Haninge kommun, Stockholms län. Gålö havsbad har en av länets längsta sandstränder.

## Beskrivning
År 1948 förvärvades stora delar av Gålö av Stockholms stad. Tanken bakom köpet var att kunna erbjuda stockholmarna ett rekreationsområde för fritid och semester. Den cirka 480 meter långa och grunda sandstranden innanför Skälåkersviken med intilliggande badklippor lämpade sig särskild väl att här anlägga ett havsbad. På 1960-talet avsattes nordöstra Gålö som "Gålö fritidsområde" och flera stugbyar uppfördes som drevs av Stockholm Fritid. Den gamla gården Skälåker blev anläggningens centrum med reception och restaurang som håller öppet under sommarsäsongen. 
Sedan dess har anläggningen växt och omfattar även hotell, vandrarhem, hundbad, cykeluthyrning, ett hundratal husvagnsplatser, ett "Lek och bus"-hus och en marina för Skälåkers båtklubb. "Fröbergs loge" med konferenslokal och festvåning finns i gamla torpet Fröberg. Genom omgivningen går flera vandringsleder med längder mellan 1,9 och 11,7 kilometer. 1998 övertogs området av Skärgårdsstiftelsen och år 2006 blev havsbadet en del av Gålö naturreservat som bildades samma år. Gålö havsbad är idag till ytan Mälardalens största turistanläggning med 30 000 gästnätter och en miljon besökare varje år.

## Bilder

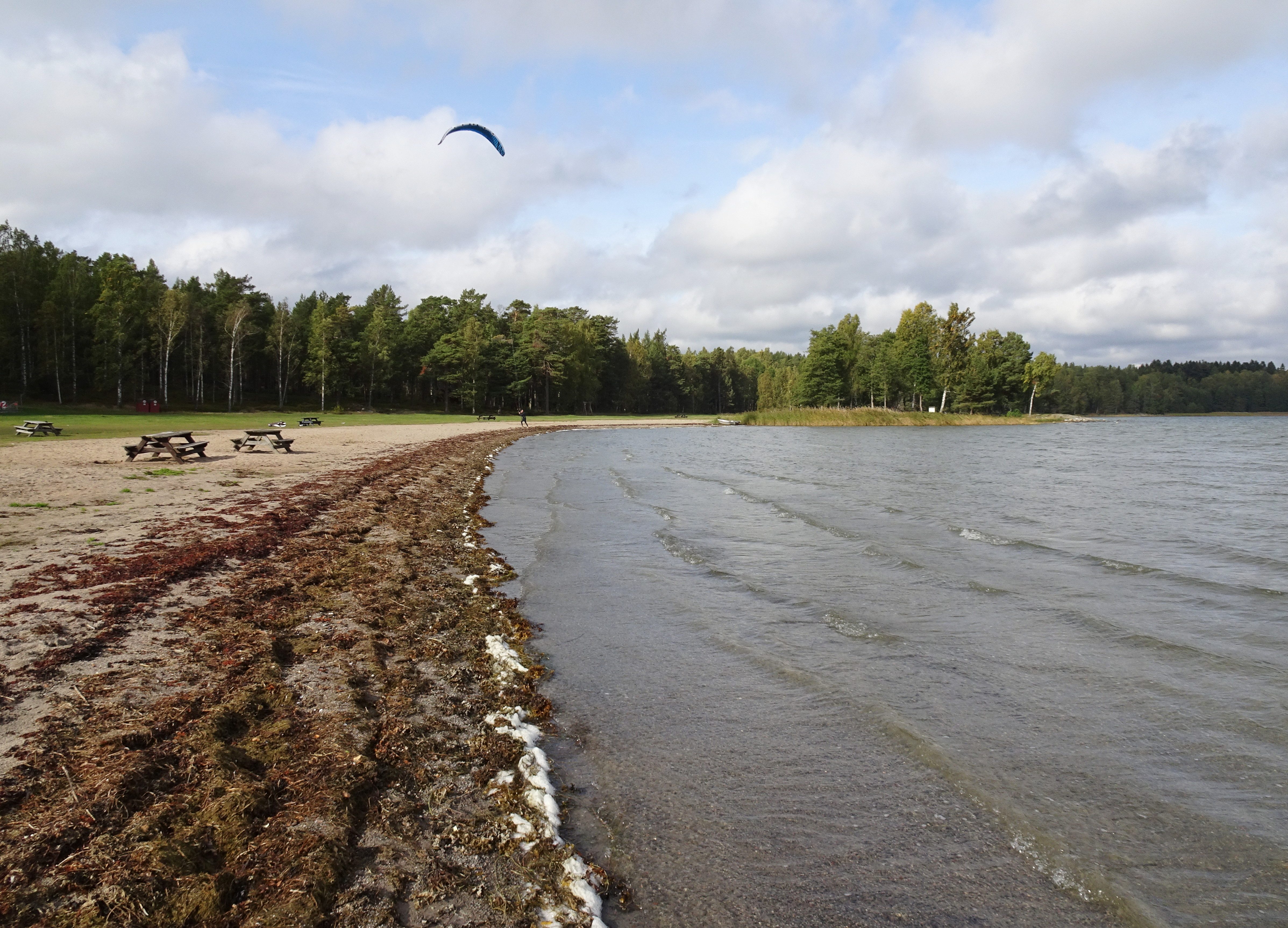
Sandstranden på hösten
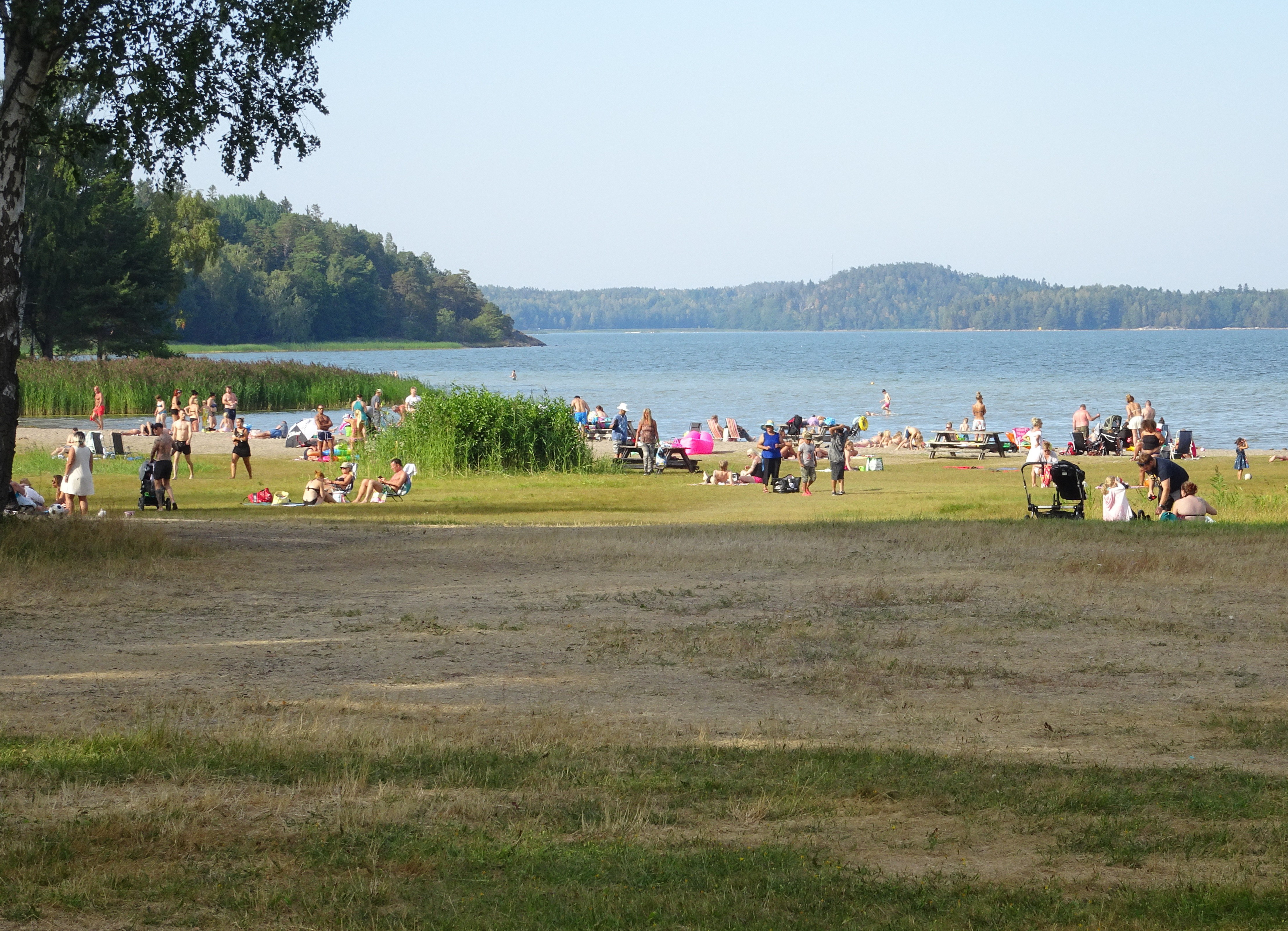
Sandstranden på sommaren
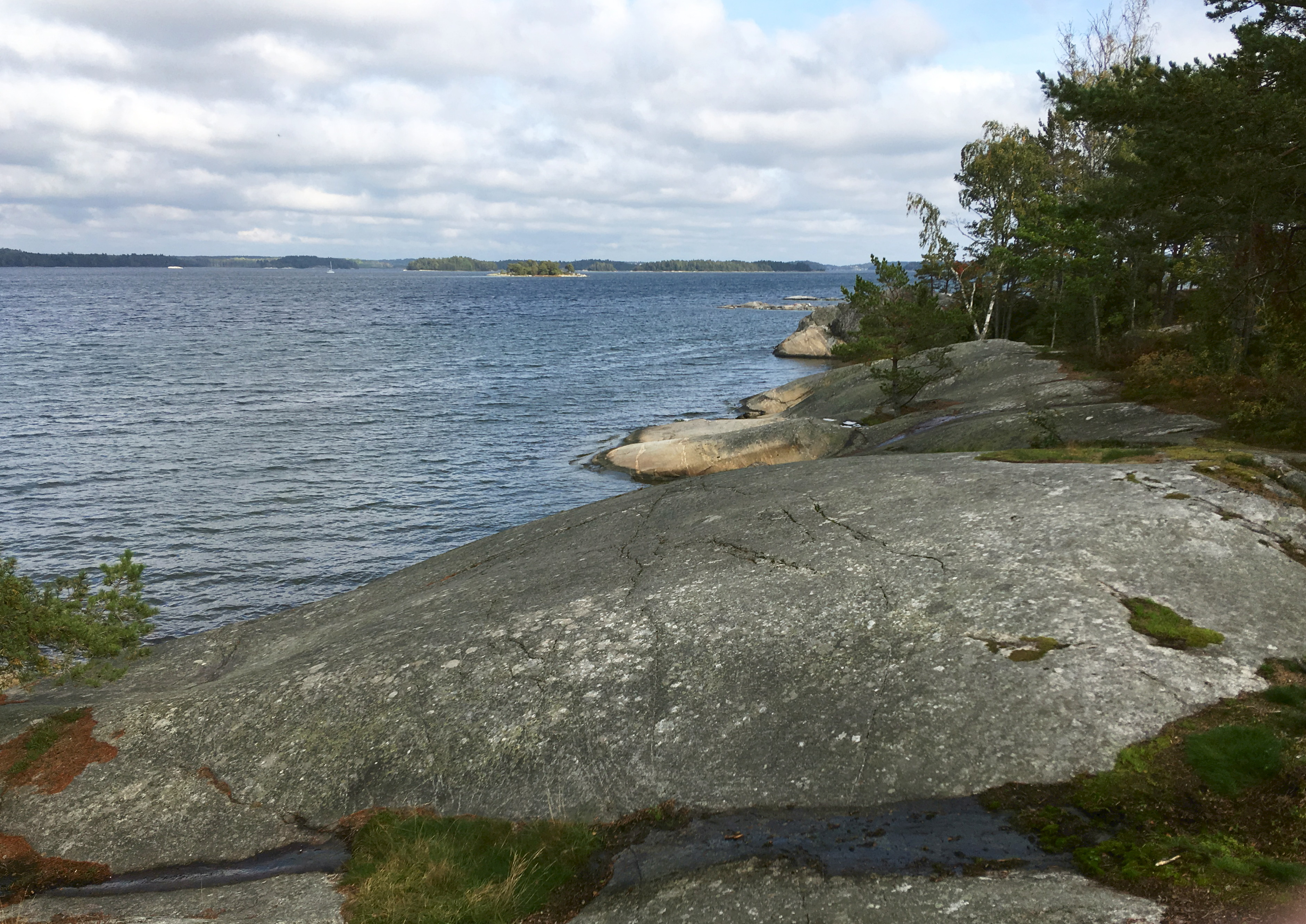
Klippbad
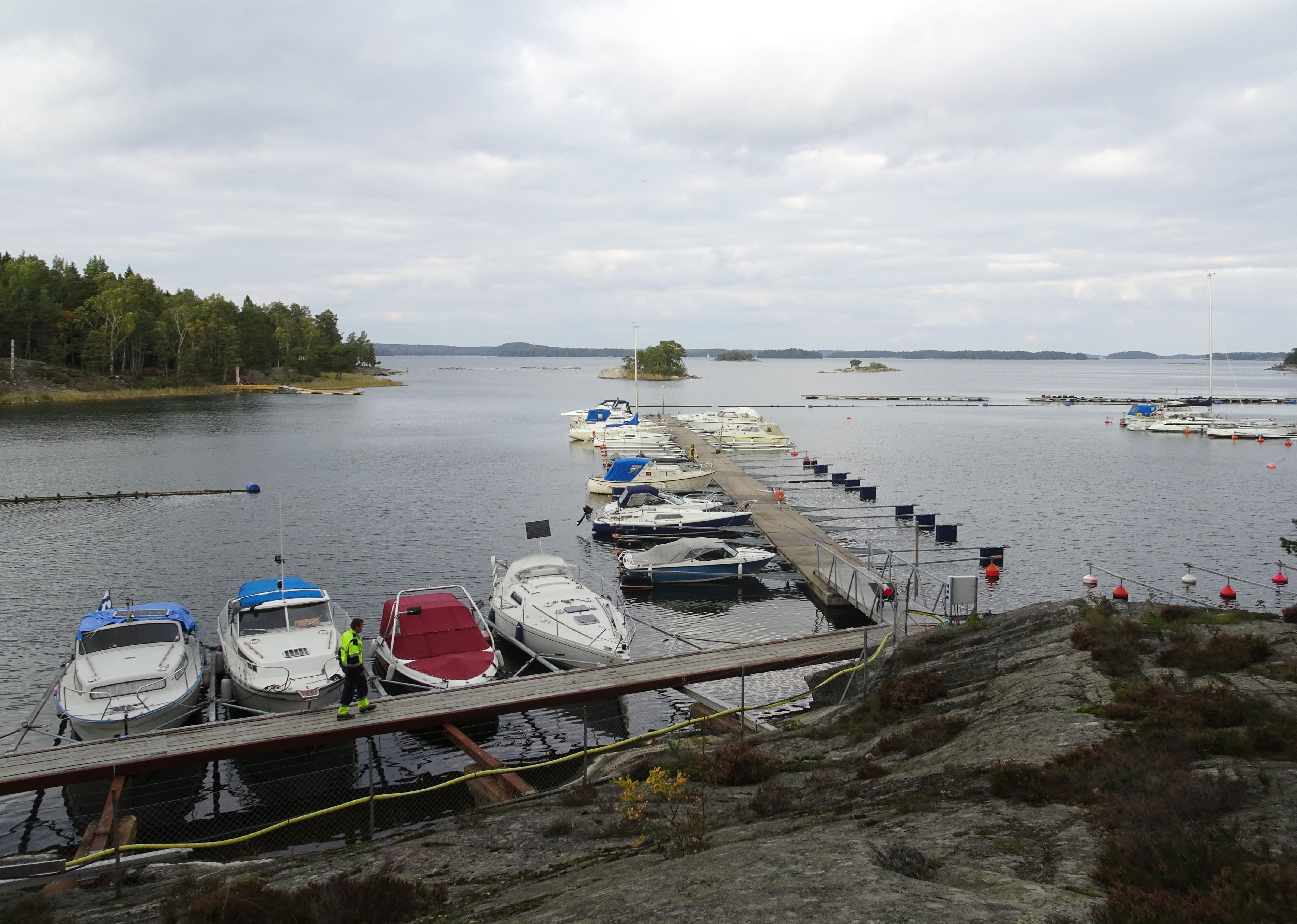
Skälåkers båtklubb